# Rigoberto Perezcano
Rigoberto Perezcano (Zaachila, estat d'Oaxaca, 19 de maig de 1973) és un guionista i director de cinema mexicà.
Després d’estudiar dret es va incorporar a la Universitat Nacional Autònoma de Mèxic per estudiar cinema. Va realitzar alguns documentals, entre ells XV en Zaachila (2002), on presenta la vida dels adolescents a la seva ciutat natal.
Va passar a la ficció el 2009 amb la pel·lícula Norteado. La pel·lícula narra la història d’un jove pagès d'Oaxaca de Juárez que intenta travessar la frontera per anar als Estats Units. La pel·lícula ha estat nominada a diversos premis i ha guanyat l'Estrella d'Or al Festival Internacional de Cinema de Marràqueix. La seva següent pel·lícula, Carmín tropical, no es va rodar fins 2014.

## Filmografia
- 2003: XV en Zaachila (documental)
- 2003: Tula espejo del cielo (documental)
- 2009: Norteado
- 2014: Carmín tropical